# 极速前进10
《极速前进10》是流行的真人秀節目《驚險大挑戰》的第十季。《极速前进10》將有12對不同關係的選手參賽，爲最終大將進行環球旅行挑戰。報名於2006年1月20日截止（比往常要晚1個星期）。播出時間爲2006年9月17日到2006年12月10日。該片是在2006年5月27日至2006年6月24日拍攝的。
在這一季的比賽中出現了兩個新規則：
- 聯合(Intersection)  在這一季中聯合被引入，是指在有其他指令之前，兩個隊伍必須共同進行比賽。如果一個隊伍得到聯合線索時沒有其他隊伍在，他們就必須等到有隊伍到達時才能繼續行動。聯合和通行證同時出現，所以有兩個隊伍可以共同完成通行證。

- 一改以往非淘汰賽段的最後一名將被沒收錢和行李，這一次最後一名會被“待定”，如果他們不能夠在下一個賽段最先到達，他們將接受30分鐘的罰時，可能會導致他們被其他隊伍反超而墊底。

提示：以下內容涉及比賽的結果和排名等信息

## 結果
以下按照最近一站的到達次序列出了參加比賽的所有隊伍，同时列出了拍攝時他們的關係：
| 隊伍             | 關係            | 分段比賽成績 | 分段比賽成績 | 分段比賽成績 | 分段比賽成績 | 分段比賽成績 | 分段比賽成績 | 分段比賽成績 | 分段比賽成績 | 分段比賽成績 | 分段比賽成績 | 分段比賽成績 | 分段比賽成績 | 路障完成情況        |
| 隊伍             | 關係            | 1 1          | 2            | 3            | <4>          | 5            | 6            | 7 5          | 8 6          | 9 8          | 10           | 11           | 12           | 路障完成情況        |
| ---------------- | --------------- | ------------ | ------------ | ------------ | ------------ | ------------ | ------------ | ------------ | ------------ | ------------ | ------------ | ------------ | ------------ | ------------------- |
| Tyler & James    | 好友 / 模特兒   | 1st          | 2nd          | 2nd          | 3rd          | 6th          | 6th          | 2nd          | 2ndƒ+        | 1st          | 1st          | 3rd          | 1st          | Tyler 5, James 6    |
| Rob & Kimberly   | 情侣            | 5th          | 6th          | 3rd          | 1st          | 3rd          | 3rd          | 3rd          | 3rdƒ+        | 3rd          | 3rd          | 1st          | 2nd          | Rob 6, Kimberly 5   |
| Lyn & Karlyn     | 單親母親        | 9th          | 9th          | 6th          | 6th          | 5th          | 4th          | 5th          | 5th~         | 4th          | 2nd<         | 2nd          | 3rd          | Lyn 5, Karlyn 6     |
| Dustin & Kandice | 選美冠軍        | 4th          | 5th          | 4th          | 7th          | 2nd          | 2nd          | 1st          | 1st–         | 2nd          | 4th>         | 4th9         |              | Dustin 6, Kandice 5 |
| Erwin & Godwin   | 兄弟            | 7th          | 8th          | 1st          | 4th          | 4th          | 5th          | 4th          | 4th–         | 5th          |              |              |              | Erwin 4, Godwin 5   |
| David & Mary     | 夫妻            | 10th         | 7th          | 7th          | 5th          | 7th          | 1stƒ         | 6th          | 6th ~7       |              |              |              |              | David 4, Mary 2     |
| Peter & Sarah    | 好友            | 3rd          | 1st          | 5th          | 2nd          | 1st          | 7th4         |              |              |              |              |              |              | Peter 4, Sarah 2    |
| Tom & Terry      | 情侶            | 8th          | 4th          | 8th3         | 8th          |              |              |              |              |              |              |              |              | Tom 2, Terry 2      |
| Duke & Lauren    | 父女            | 2nd          | 3rd          | 9th          |              |              |              |              |              |              |              |              |              | Duke 2, Lauren 1    |
| Kellie & Jamie   | 好友 / 啦啦隊員 | 6th          | 10th2        |              |              |              |              |              |              |              |              |              |              | Kellie 1, Jamie 1   |
| Vipul & Arti     | 已婚            | 11th         |              |              |              |              |              |              |              |              |              |              |              | Vipul 1, Arti 0     |
| Bilal & Sa'eed   | 好友            | 12th         |              |              |              |              |              |              |              |              |              |              |              | Bilal 1, Sa'eed 0   |

紅：表示在該賽段被淘汰

下線藍：表示為非淘汰賽段（下一賽段如果不能首先到達，就將罰時30分鐘）

綠ƒ：表示在該賽段使用捷徑

 > ：表示該隊在此賽段使用讓路： < ：表示該隊在此賽段被讓路：<>：表示該賽段有讓路可使用，但並未使用
- –,~,+表示在联合任务的组队情况。

1. ^ ：第1賽段為雙淘汰賽段(Bilal & Sa'eed在賽段中途淘汰，而Vipul & Arti則是最後到達中繼站被淘汰)
2. ^ ：Kellie & Jamie未完成第2賽段的路障，前往中繼站，由於她們已是最後一隊到達的隊伍，所以她們不需接受4小時的罰時，直接淘汰
3. ^ ：Tom & Terry原是第2隊到達的隊伍，但由於他們乘坐摩托车，被罰時30分鐘，跌至第8名
4. ^ : Peter & Sarah由於落後太多，所以直接被指示到中繼站並被淘汰
5. ^ : 第7赛段沒有播出路障
6. ^ ：在第8赛段出現新的環節Intersection(聯合)，两支队伍在线索说明可以解散前要组队去共同完成任务（包括通行证）
7. ^ ：David & Mary原是第5隊到達，但由於在上一賽段是非淘汰赛段，而這一賽段未能第一個到達，故罰時30分鐘，罰時中Lyn & Karlyn到達，故David & Mary跌至最後並被淘汰
8. ^ :第9賽段是雙倍賽段
9. ^ :Dustin & Kandice在上一賽段免遭淘汰，而這一賽段未能第一個到達，本應罰時30分鐘，但她們已是最後到達的隊伍，故不需罰時直接淘汰

## 獎品
一般情况下，最先到達的隊伍將獲得獎品
- 第1段 - $20,000.
- 第2段 - 由Travelocity提供的墨西哥旅行，包括和海豚游泳以及乘全地形與遊覽森林
- 第3段 - 一套家庭影院
- 第4段 - 每人一輛雪上摩托車
- 第5段 - 每人一套家庭健身器材
- 第6段 - 由Travelocity提供的旅游勝地牙買加旅行
- 第7段 - 每人一輛摩托車
- 第8段 - 到夏威夷科納海攤的旅行，包括乘直升機鳥瞰
- 第9段 - 到墨西哥Puerto Vallarta，包括與海豚游泳以及鳥瞰叢林
- 第10段 - 每人一部Sprint通訊公司的手機（含一年的增值服務）
- 第11段 -由Travelocity提供的巴貝多旅行，包括和海龜游泳和SPA
- 第12段 -一百萬美元

## 各賽段標題
各賽段的標題都是引用的選手在比賽中的話，有時這些話會稍作加工以使其更加幽默。
- 1. Real Fast! Quack! Quack! – Mary
- 2. Can Horses Smell Fear? – Kimberly
- 3. Oh, Wow! It’s Like One of Those Things You See on TV! – Mary
- 4. I Know Phil, Little Ol’ Gorgeous Thing – Mary
- 5. I Covered His Mouth, Oh My Gosh! – Dustin
- 6. Maybe Steven Segal [sic] Will See Me And Want Me to Be in One of His Movies – Mary
- 7. I Wonder If This Is Going to Make My Fingers Pickle – Tyler
- 8. He Can't Swim But He Can Eat Cow Lips! – Tyler
- 9. Being Polite Sucks Sometimes – Godwin
- 10. Lookin' Like a Blue-Haired Lady on a Sunday Drive – Lyn
- 11. We Just Won't Die, Like Roaches – Karlyn
- 12. Dude, I'm Such a Hot Giant Chick Right Now! – James
- 13. Say Your Deepest Prayers Ever! – Tyler

## 旅程
美国 →  中国 →   蒙古国 →  越南 →  印度 →  科威特 →  模里西斯 →  马达加斯加 →  芬兰 →  乌克兰 →  摩洛哥 →  西班牙 →  法國 →  美国

## 比賽進程

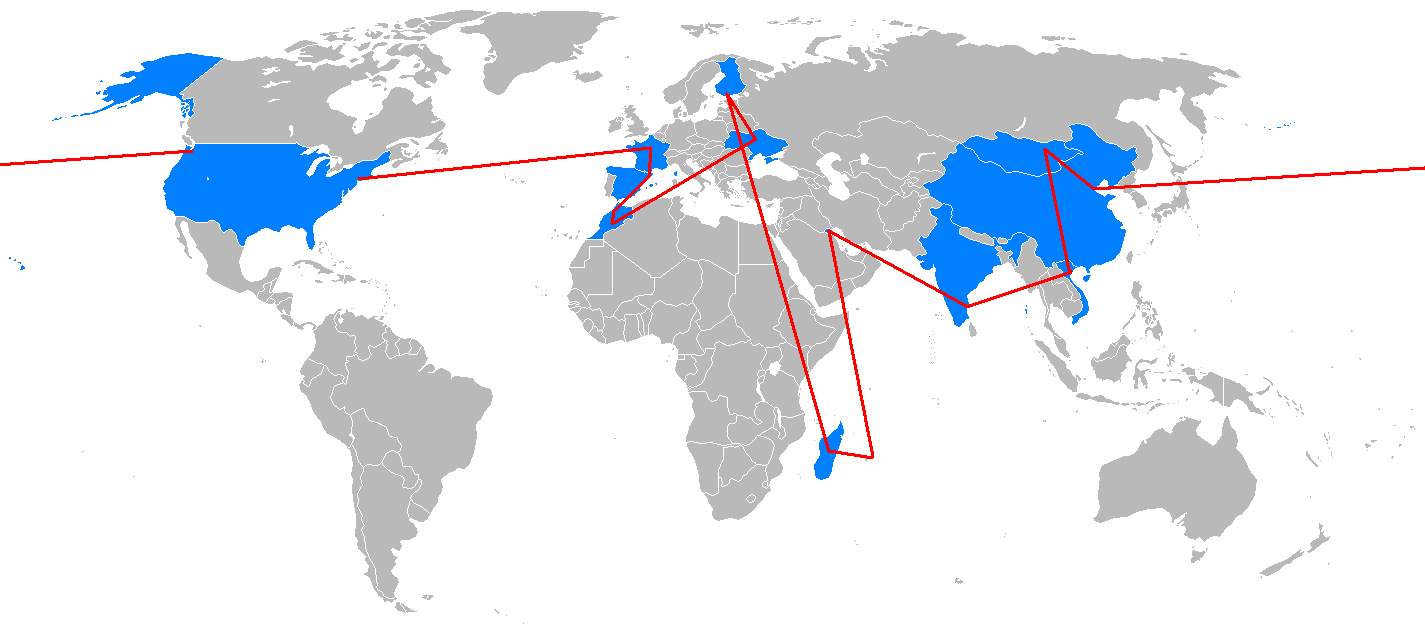
第十季路線圖。

### 第1段（美國 → 中國）
- 美國華盛頓州西雅圖 （煤氣廠公園）（起點）
- 西雅圖（西雅圖國際機場）到 中國北京（北京首都國際機場）
- 北京（金宅門酒店）
- 北京（故宫，午門）[AT1]（淘汰點）
- 北京（後海北沿14號）
- 北京（长城--居庸關)[AT2]

路障:一名队员要吃光鱼头火锅里面的所有鱼眼，才能获得下一条线索。
绕道:
劳动--队伍要乘坐人力车前往一座市场，然后将45英尺的人行道铺满。得到工头的满意后，就能获得下一条线索.
休闲--队伍要乘坐人力车前往北海公园 ,然后学习一种叫太极球的体育运动并在评委面前展示。得到评委满意后，就能获得下一条线索.
附加任务
[AT1]:到达故宫午门后，队伍要找到亭子并拿走上面三个出发时间的其中一个（7:00，7:15，7:30),最后一队到达的会被淘汰。
[AT2]:到达长城居庸关后，队伍要爬上城墙才能前往附近的中继站。

### 第2段（中國 → 蒙古）
- 北京 到 二连浩特
- 二连浩特（二连站) 到 蒙古烏蘭巴托（烏蘭巴托站）
- 烏蘭巴托 (兴仁寺)[AT1]
- Terelj(Gorkhi-Terelj National Park)[AT2]
- Gachuurt (蒙古饭店)

绕道:
打包--队伍要将整个蒙古包全部拆解下来，并打包捆在骆驼上。只要骆驼站了起来，就能获得下一条线索。
灌满--队伍要拉动装有容器的牛车到附近的河流打水，然后将打来的水放到指定的桶里。当水到达指定线后。就能获得下一条线索。
路障:一名队员要点燃弓箭，然后射中远处的目标。一旦射中目标，就可以与队友前往中继站。
附加任务
[AT1]:到达兴仁寺后，队伍要加入十分钟一次的欢迎仪式，就能获得下一条线索。
[AT2]:到达Gorkhi-Terelj National Park后，队伍要骑上马，然后牧民会带领他们前往下一条线索处。

### 第3段（蒙古 → 越南）
- 烏蘭巴托(成吉思汗国际机场) 到 越南河内(内排国际机场)
- 河内(火炉監獄)[AT1]
- 河内(老城區花店)
- 河内 到 Vác
- Vác(Dinh Canh Hoach神廟)
- Vác(Canh Dong Dia水田)

路障:一名队员要选择装有花的自行车，然后在大街上卖够8万越南盾就能获得下一条线索。他们可以保留这些钱作为比赛经费。
绕道:
燃料--队伍要步行前往一个工作站，然后用湿煤制作30个蜂窝煤。得到工人的满意后，就能获得下一条线索。
家禽--队伍要步行前往一座庭院，然后根据所提供的材料制作一个鸟笼。完成后，就能获得下一条线索。
附加任务
[AT1]:队伍要在監獄里找到参议员约翰·麦凯恩的制服，从而获得下一条线索。

### 第4段（越南）
- 河内（李太祖公園）[AT1]
- 河内(Ben Xe Gia Lam) 到 廣寧省下龍市（Ben Xe Bai Chay）
- 下龍市（下龍灣 –Hydrofoil海港 ）
- 下龍市（下龍灣 – 愕然洞）
- 下龍市（下龍灣 –  赛辛島）

路障：队伍要乘船前往Hon Yen Ngua 岛，然后一名队员要利用上升器使自己升至90英尺的最高点。到达顶端后，就能获得下一条线索。
绕道:
水上--队伍要乘船前往浮标处，然后划着舢板前往运货船并装上货物。之后队伍要划着舢板将货物送往写在收据上的两个地址，最后队伍要划着舢板回到运货船,用签名的收据换取下一条线索。
水下--队伍要乘船前往浮标处，然后划着舢板前往珍珠养殖场。之后队伍要在众多的浮标里找到里面有牡蛎篮的,当队伍收到30篮后，就可以划舢板前往珍珠农那里获得下一条线索。
附加任务
[AT1]:到达李太祖公园后，队伍会听到下一条线索。

### 第5段（越南→ 印度）
- 海防（海防火車站）到 河内（河内站)
- 河内（内排國際機場）到 印度金奈（金奈國際機場）
- 金奈 到  Mamallapuram
- Mamallapuram（Valluvar艺术品店）
- Mamallapuram 到 金奈
- 金奈（卡迪駕駛學校）
- 金奈（切蒂納德别墅）

绕道:
疯狂胆量--队伍要前往一座鳄鱼园并找到指定坑，在工作人员的帮助下，队伍要制服一条鳄鱼并把它搬到另一个坑。当鳄鱼重获自由后，就能获得下一条线索。
疯狂速度--队伍要前往Kapaleeshwarar庙，根据所给出的样式，队伍要用染过色的面粉填充地上的图案。只要与给出的图案一样，就能获得下一条线索。
路障:一名队员要参加一堂驾驶课程，然后驾车在印度极度混乱的道路上行驶。一旦教官认为通过了，队伍会获得一本当地驾照和下一条线索。

### 第6段（印度 → 科威特）
- 金奈（金奈國際機場） 到 科威特科威特城（科威特國際機場）
- 科威特城（科威特塔）
- 科威特城（艾加拉巴利街市场，珠宝店）
- 科威特城（艾撒迪水塔）

起点线任务:队伍会获得一部手机,手机里的录像会告诉队伍下一个目的地.
通行证:队伍要开车前往一座油田，之后队伍要穿上消防服手拿防火盾，慢慢靠近熊熊燃烧的大火，队伍要在大火附近的线索盒里取得通行证。
路障:一名队员要爬上位于塔外的弧形楼梯从而获得里面装有一小部分碎片的包。当队员回到地面后，会在一个箱子里找到另外一部分碎片，队员要将这些碎片拼在一起，完成后就是他们的下一条线索。
绕道：
手动--队伍要开车前往一座露天广场，然后用袋子装骆驼饲料直到标记线,最后将这10袋装满骆驼饲料的袋子搬到堆放处，就能获得下一条线索。
自动--队伍要开车前往一家骆驼赛跑俱乐部，然后将鞭打机器人和骆驼绑在一起，利用语音控制让机器人鞭打骆驼使骆驼跑过远处的终点，就能获得下一条线索。

### 第7段（科威特 → 模里西斯）
- 科威特城（科威特國際機場） 到 模里西斯Plaine Magnien（西沃萨古尔·拉姆古兰爵士国际机场）
- 格蘭德灣（毛里求斯號帆船）[AT1]
- 路易港(Merville海滩酒店)（未播出）
- 紀斯諾雅埃（郵局）
- Bel Ombre(Château Bel Ombre)

绕道：
盐--队伍要开车前往一座盐场，然后在三大堆盐里找到里面装有下一条线索的盐瓶。
海--队伍要前往一座码头，乘船前往一座岛屿。然后队伍要根据地图，在岛上找到桅杆和帆。找到后，队伍要将其交给船长并绑好就能获得下一条线索并乘船返回码头。
附加任务
[AT1]:到达毛里求斯后，队伍会在作有标记的车子里看见一艘帆船模型，而真的帆船就在格蘭德灣上。驾车到达那里后，队伍要游向该帆船。当两名队员都上船后，就能获得线索。最后队伍再游回岸边，才能阅读线索。

### 第8段（模里西斯 → 馬達加斯加）
- Plaine Magnien （西沃萨古尔·拉姆古兰爵士国际机场）到 馬達加斯加塔那那利佛（伊瓦图国际機場）
- 塔那那利佛（阿努西湖 –黑天使雕像）
- 塔那那利佛 (杜豪杜豪巴杜)
- 塔那那利佛 (安杜哈魯大教堂)

通行证:四人小队要乘车前往安那利市場并找到指定摊位，然后四人吃完盘子里的所有牛唇。当四人全部吃完后，就能获得通行证。
绕道:
长眠--四人小队要乘车前往一个市场，然后选择8张海绵床垫并用床垫布包裹好，最后要将其步行运送至指定的地点。在那里，就能获得下一条线索。
短信--四人小队要乘车前往一家造纸厂并选择一个工作台，在那里队员要正确制作并装饰28张工艺纸张，一旦得到工匠的认可，就能获得下一条线索。
路障:一名队员要在杜豪杜豪巴杜寻找四个与线索里一摸一样的图章。找到后，要将图章盖在线索上。当四个图章全部盖上后，队员就可以前往中继站，而其队友则在中继站等候。

### 第9段（馬達加斯加 → 芬蘭 → 烏克蘭）

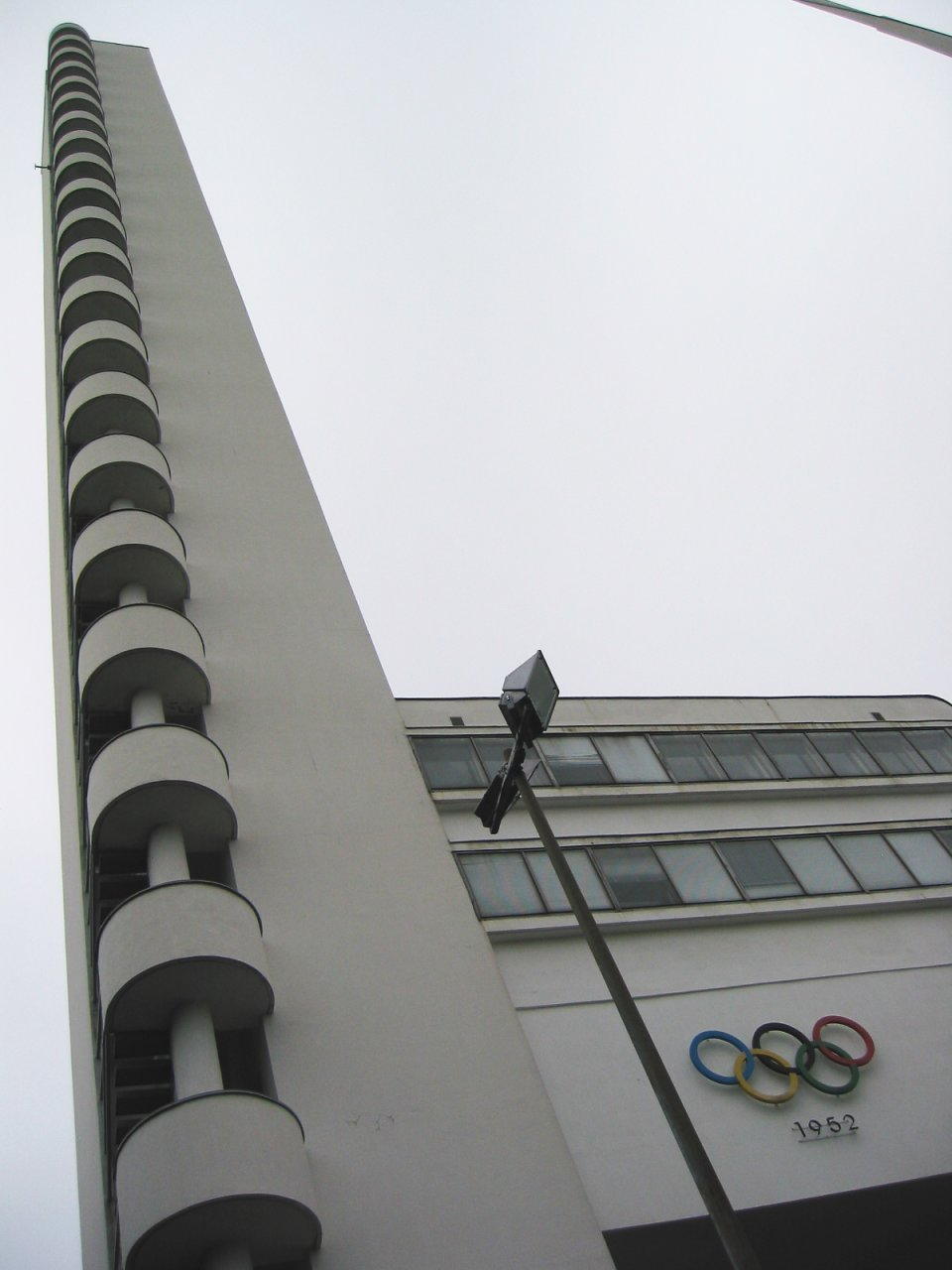
参赛队伍需要从赫尔辛基奥林匹克体育场的塔顶脸朝下沿着绳索走下至地面

- 塔那那利佛（伊瓦图国际机场）到 芬兰赫爾辛基（赫尔辛基万塔机场）
- 赫爾辛基（卡貝莉咖啡室）[AT1]
- 赫爾辛基（赫爾辛基中央火车站）到 坦佩雷（坦佩雷车站）
- 于勒耶尔维（索彭哈尔尤學校）
- 坦佩雷（坦佩雷车站）到 图尔库（图尔库中央车站）
- 洛赫亚（緹緹里礦場）
- 赫爾辛基（赫爾辛基奥林匹克體育场）[AT2]

绕道:
淌过这里--队伍要穿上滑雪板走一段泥地，到达终点后，就可以跑向下一条线索。淌过那里--队伍要在满是障碍的泥地里行进，通过跳、匍匐、爬最后再背起同伴到达终点，就可以跑向下一条线索。
路障：一名队员要骑车下坡在里面找到比赛标记的区域并将附近的石头绑在车后面并带上来。最后用工具砸开石头，从而获得里面的线索。
附加任务
[AT1]:到达卡貝莉咖啡室后，队伍要选择一台电脑，登陆美国在线邮箱,获得一份惊喜。
[AT2]:到达奥林匹克体育场后，两名队员要前往体育场的塔顶，然后每名队员要脸朝下绳降至地面。当两名队员都回到地面后，根据获得下一条线索的描述队伍要飞往发生了切尔诺贝利核事故国家的首都。
- 赫爾辛基（赫尔辛基万塔机场）到 烏克蘭基輔（鲍里斯波尔国际机场）
- 基輔近郊（奧斯達坦克學校）
- 基輔（公寓33號）
- 基輔（卫國戰爭纪念館）

绕道:
创造音乐--队伍要前往Hip-Hop俱乐部，然后他们要写词并唱出Rap，歌词必须包括一路走过国家的名字,只要Rap歌手认为他们唱的不错，就能获得下一条线索。
寻找音乐--队伍要前往国家音乐学院穿上钢琴师的服装，然后在众多乐谱里找到柴可夫斯基的，之后队伍要在众多房间里找到需要这张乐谱的钢琴家。一旦送到并让钢琴家演奏完后，就能获得下一条线索。
路障：一名队员要驾驶坦克驶过一段模拟训练用的赛道。到达终点后，就能获得下一条线索。

### 第10段（烏克蘭 → 摩洛哥）
- 基輔（鲍里斯波尔国际机场）到 摩洛哥瓦爾扎扎特（瓦爾扎扎特機場）
- 瓦爾扎扎特要塞區 (Antiquittés du Sud)[AT1]
- 瓦爾扎扎特 （Atlas影城）
- Idelssan (Café La Pirgola)
- 阿特拉斯山脈附近（游牧人營地）

路障:一名队员要登上马车，在马车行进中队员要摘取与马头上羽毛颜色一样的两面旗帜。完成后，就能获得下一条线索。
绕道:
转--队伍要开车前往一座陶艺店，然后队伍要用转轮制作两个陶罐。只要得到工匠满意，就能获得下一条线索。
碾--队伍要开车前往一座橄榄园并选择一推车橄榄并将其碾碎成泥，最后将碾碎好的橄榄泥装入袋子并放到推车上，就能获得下一条线索。
附加任务
[AT1]：到达Antiquittés du Sud后，队伍要在四个吊坠里选择一个。其中一个会给他们带来好运，之后就能获得下一条线索

### 第11段（摩洛哥 → 西班牙）
- 卡薩布蘭卡 (Quartier des Habous)
- 卡薩布蘭卡（穆罕默德五世國際機場） 到 西班牙巴塞隆納（巴塞隆納機場）
- 巴塞隆納 (迷宮庭園) [AT1]
- 巴塞隆納 (國家宮)

路障:一名队员要前往一座市场购买骆驼肉，然后在前往一家餐厅烹制骆驼肉并将其全部吃光。完成后，就能获得下一条线索。
绕道:
巨人走--队伍要前往兰布拉大道，在那里每名队员要扮演巨人并步行前往Plaça de Sant Felip Neri找到天使巨人。完成后，就能获得下一条线索。
扔番茄--队伍要前往Colònia Güell ，在群众向他们扔番茄的时候，队伍要在一大堆番茄里找到里面藏有下一条线索的。
附加任務
[AT1]：到达迷宮庭園后,队伍要进入迷宫里找到下一条线索.

### 第12段（西班牙 → 法國 → 美國）
- 巴塞隆納（圣家教堂）
- 巴塞隆納（巴塞隆納機場）到 法國巴黎（戴高樂國際機場）或（奧利機場）
- 巴黎（艾菲爾鐵塔）
- 巴黎(巴黎圣拉扎尔车站) 到 卡昂(卡昂车站)
- 卡昂（卡昂機場）
- 巴约 (巴约车站) 到 巴黎(圣拉扎尔车站)
- 巴黎 (協和廣場)
- 巴黎（戴高樂國際機場）到 美國紐約州 紐約（甘迺迪國際機場）或（纽瓦克自由国际机场）
- 紐約（每日新聞大樓）[AT1]
- 加歷臣城（聖巴素學院）

起点线任务:根据线索“巴塞罗那有一座修了124年的教堂，找到它”指引队伍前往圣家大教堂。到达后，队伍要在其附近找到下一条线索。
路障:两名队员要与跳伞教练从乘坐飞机前往高空，然后做路障的队员从高空一跃而下。到达海滩后，队员要乘坐吉普车前往火车站，而另一名队员则乘出租车与队友会合。当两名队员会合后，就能获得下一条线索。
绕道:
艺术--队伍要前往一家画廊，搬一幅画穿过街道交给一位画家，就能获得下一条线索。
时尚--队伍要前往一间时尚工作室，然后用所给的材料制作一件上衣。得到设计师肯定后，就能获得下一条线索。
附加任务
[AT1]:各队要根据线索里的图片，然后步行前往Manhattan并找到雕塑Alamo，之后在雕塑附近找到一位戴黄色帽子的女孩，就能获得新的线索。

## 外部連結
- CBS Preview （页面存档备份，存于）